# Истра 1961
«Истра 1961» (хорв. Nogometni klub Istra 1961) — хорватский футбольный клуб, выступающий в Первой лиге.

## История
Футбольный клуб «Ульяник», являющийся предшественником «Истры», был основан в 1948 году. Относительного успеха футболисты добились в 1959 и 1960 годах, когда команда заработала право участвовать в плей-офф за выход во Вторую лигу Югославии. В 1961-м происходит слияние с ФК «Пула», клубная структура приобретает вид, схожий с сегодняшним. Однако тогда же команда перестаёт функционировать до 1964 года. Инициаторами возрождения выступили Силван Фарагуне и Иван Чехич.
Начиная с сезона 1966/67, клуб выступает в региональной лиге (зона «Риека-Пула»). В 1978 команда получила возможность играть в Межреспубликанской лиге, но в этом же соревновании была заявлена местная «Истра», а городские власти отказались финансировать два схожих проекта. «Ульянику» пришлось снова вернуться на региональный уровень. Аналогичная ситуация сложилась в 1983 году.
После распада СФРЮ команда была зачислена во Вторую лигу Хорватии, где и выступала до 1998 года. В 1998—2001 гг. клуб принимал участие в розыгрышах третьего по силе дивизиона страны. Сезон 2002/03 отмечен достижением футболистов из Пулы: коллектив дошёл до финала национального кубка, но в решающих матчах уступил Хайдуку с общим счётом 0:5. Сезон 2004/05 команда начала уже в ранге участника Первой лиги.
Летом 2007 года клуб получил нынешнее название — «Истра 1961». Перемены совпали с очередным стартом во Второй лиге. Возвращение в элиту было оформлено по итогам сезона 2008/09. Вскоре президентом клуба стал российский предприниматель Михаил Щеглов.
В 2019 году Иван Прелец был назначен новым тренером НК Истра 1961, сменив на посту Игоря Цвитановича.

## Достижения
- Финалист Кубка Хорватии: 2002/03, 2020/21
- Возвращение в Первую Лигу Хорватии: 2004 и до сегодня[3]